# Pawel Lasarewitsch Weller
Pawel Lasarewitsch Weller  (* 1903 in Koslow; † November 1941 im Smolensker Gebiet, auch Paul Weller, wiss. Transliteration: Pavel Lazarevič Veller) war ein russischer Übersetzer und Herausgeber von Karl Marx’ Werk Grundrisse der Kritik der politischen Ökonomie.

## Leben
Veller stammte aus der Stadt Koslow im Gebiet Tambow, etwa 350 Kilometer südöstlich von Moskau, das 1932 in Mitschurinsk umbenannt wurde. Sein Vater war vor der Russischen Revolution 1917 Apotheker, dann Advokat, in der Zeit der Neuen Ökonomischen Politik (NÖP) von 1921 bis 1922 Fabrikant in Moskau. Wegen seiner Tätigkeit wurde er zu sechs Jahren Gefängnis verurteilt, konnte aber im Zusammenhang mit einem Gefangenenaustausch 1926 nach Riga ausreisen. Veller hatte fünf Geschwister und verbrachte seine frühe Kindheit in relativem Wohlstand. Als Zehnjähriger wurde er von seiner Mutter wegen seiner Spasmophilie nach Deutschland gebracht. Bis Ende 1917 war er in einem Heilerziehungsheim in Berlin-Zehlendorf untergebracht und besuchte die Siemens-Oberrealschule Berlin-Charlottenburg ohne Abschluss mit dem Abitur. Er war Bauarbeiter und arbeitslos. Im März 1924 erfolgte die Rückkehr nach Moskau.

## Tätigkeit am Marx-Engels-Institut
Vom 4. Februar 1925 bis 9. Dezember 1926 war Veller Mitarbeiter des Marx-Engels-Instituts (MEI) in Moskau und Archivübersetzer sowie Assistent des Leiters der ökonomischen Abteilung. Danach folgte eine zehnmonatige Militärdienstzeit. Vom 10. September 1927 bis 7. Oktober 1936 war er ununterbrochen wissenschaftlicher Mitarbeiter im Marx-Engels-Lenin-Stalin-Institut (MEI) beim ZK der KPdSU (IMEL) in Moskau, unter anderem im Sektor für internationale Ausgaben. Der parteilose Veller überstand die Säuberungen 1931 und 1937 im Institut. Seine Tätigkeit war von Anfang an mit der Entzifferung, Ordnung und Bearbeitung von Marx’ ökonomischen Exzerpten und Manuskripten verbunden. Maßgeblich hat er den MEGA-Band 2 der I. Abteilung von 1930 mit bearbeitet. Anfang 1934 begann er sich intensiv mit den Grundrissen von Karl Marx zu beschäftigen. Am 7. Oktober 1936 beendete er sein Arbeitsverhältnis wegen Differenzen mit Vorgesetzten und war auf Vertragsbasis als externer Mitarbeiter tätig. Am 16. Mai wurde Veller wieder als Übersetzer eingestellt und konnte die Grundrisse fertig stellen und am 23. November 1939 in Druck geben. Mit Kriegsbeginn meldete er sich sofort an die Front und fiel bei den Verteidigungskämpfen im Smolensker Gebiet im November 1941.